# Marcelo Ojeda
Marcelo Leonardo Ojeda (Avellaneda, 8 de dezembro de 1968) é um ex-futebolista argentino que atuava como goleiro.

## Carreira
Convocado para a Copa América de 1997, realizou sua única partida pela Seleção Argentina no dia 14 de junho daquele ano, sendo titular na vitória por 1–0 contra o Chile.